# Mexikói prérikutya
A mexikói prérikutya (Cynomys mexicanus) az emlősök (Mammalia) osztályának a rágcsálók (Rodentia) rendjébe, ezen belül a mókusfélék (Sciuridae) családjába tartozó faj.

## Előfordulása
A faj nevéből tudható, hogy Mexikóban őshonos, a prériken található meg Coahuila állam délkeleti és Új-León állam Monterreytől délre eső részein.

## Megjelenése
A hím szőrzete világosabb, mint a nőstényé. Hossza 385–440 mm. Két rétegű szőrzete van, az egyik nyáron van, a vastagabb réteg meg télen látható.

## Életmódja
Kolóniában élő állatfaj. A mexikói prérikutya táplálkozásól igen kevés az ismeretünk, valószínűleg fogyasztanak füvet és más növényeket.

## Szaporodása
A nőstény évente 1 csupasz és vak kölyöknek ad életet. 4 hetesen nyílik ki a kölykök szeme és akkor nő ki a szőrük. Az elválasztásra 40-50 naposan kerül sor, a kölykök 5 hónapos korukra érik el a kifejlett állatok méretét.

## Természetvédelmi állapota
A farmok terjeszkedése és a marhák legeltetése fenyegeti. Az IUCN vörös listáján a veszélyeztetett kategóriában szerepel.